# Áteresztőképesség
Áteresztőképesség alatt az informatika egy arányt ért, amely megmutatja, hogy egy számítógép vagy egy hálózat mennyi adatot küld vagy fogad időegységenként. Ennek következtében alkalmas egy kommunikációs csatorna kapacitásának mérésére, illetve egy internetkapcsolaton másodpercenként továbbított adatmennyiség (bitek) meghatározására (bit/s).
Annak ellenére, hogy nehéz mérni az érzékelt sebességet, amely nagyban függ attól, milyen gyorsan tudja egyáltalán a végfelhasználó érzékelni/felfogni az információkat. Az érzékenység már közelebb áll az áteresztőképességhez, mint a terjedési idő. Ahogyan a klasszikussá vált példa is mutatja: egy tele vagon DVD vagy mágnesszalag szállítása kiemelkedően magas áteresztőképességet biztosít, elfogadhatatlan terjedési idő mellett. A példa szerint feladunk egy teli vagon DVD-t vagy mágnesszalagot vonaton Los Angelesből New Yorkba, ami kb. 1 hetes szállítási (terjedési) időt jelent. Viszont ha kiszámítjuk, mennyi adatot továbbítottunk ez idő alatt, akkor kiderül, hogy fantasztikus, rendelkezésre nem álló sávszélességet valósítottunk meg, illetve ilyen kellene ennek "valós idejű", hálózati megvalósításához, azaz az áteresztőképesség messze meghaladja a sávszélességet. Leszámítva azt a tényt, hogy egy végfelhasználónak egy hétig kell várnia arra, hogy a DVD-n tárolt adatokhoz hozzáférhessen, amit még egy modemes internetkapcsolattal is gyorsabban meg tud tenni. „Soha ne becsüljük le egy DVD-kkel megrakott szállítóeszköz sávszélességét!” – mondja a telekommunikációban ismert mondás.

## Az áteresztőképesség és a terjedési idő közötti különbség
A terjedési idő a tulajdonképpen a válaszidőt jellemzi, azaz egy kiküldött kérelemre (például egy egyedülálló hálózati csomag) érkező kliens oldali nyugtázás (pl.hálózati nyugta) ideje a kliens és a szolgáltató között. A terjedési idő – nevéből adódóan – egy idő jellegű mennyiség, míg a áteresztőképesség egy idő alatt átvitt információ mennyiség. Például, ha 10 másodperc alatt 20 csomagot tudunk továbbítani, akkor az áteresztőképesség 20/10=2 csomag per szekundum lesz. Az áteresztőképesség mérésénél sok mértékegység (például: "bit/second," "byte/second," vagy "csomag/second"), de minden esetben valamilyen mennyiség-per idő arányról van szó.

## Digitális áteresztőképesség
Az áteresztőképesség egy adat mennyiség, amit adott idő alatt a digitális kapcsolaton keresztül átviszünk (más szavakkal: a kapcsolatra jellemző bitráta). Ezt nevezik még csatornakapacitásnak a telekommunikációs értelemben, és általában bit vagy byte per szekundumban mérik.
A fizikai világban a digitális jelek csaknem minden esetben analóg formában jelennek meg, és így is kerülnek átvitelre. Ezért a digitális jelek átvitele egy komplex folyamat: a bitcsoportokból különféle modulációs eljárásokkal analóg jeleket hozunk létre, ez a csatorna kódolás, az analóg csatornán ehhez véletlenszerű zaj adódik még hozzá. Az analóg jeleket egy modulátor valamilyen vivőjelre ülteti, modulálja, és végül ezt a jelet továbbítja az átviteli közeg, ami elektromos, optikai vagy elektromágneses lehet. A vételi oldalon a kapott jelből pedig visszaállítják a küldött digitális jelet.
Matematikailag a digitális áteresztőképességet egy analóg sávszélesség és a zaj határozza meg a Shannon-Hartley tételnek megfelelően. Elsődlegesen a csatorna kódolásától függ – mekkora a kódolás redundanciája, amit a csatorna zajosságához igazítanak. A kisebb redundancia miatt az áteresztőképesség javul, de az esetleges kóddal nem javítható hibák miatti újraküldés rontja az áteresztőképességet. A Shannon-Hartley korláthoz közelítenek az optikai vonalak esetében használt Reed-Solomon kódok, illetve a műholdas kommunikációnál alkalmazott turbó kódok.